# Cantón de Créon
El Cantón de Créon es una división administrativa francesa, situada en el departamento de la Gironda y la región de Aquitania.

## Geografía
Este cantón se organiza alrededor de Créon en el distrito de Burdeos. Su altitud varía desde los 2 m s. n. m. en Baurech) a los 118 m de La Sauve, y tiene una altitud media de 70 m.

## Composición
El cantón de Créon agrupa 28 comunas, cuenta con una población de 37.198 habitantes (censo de 1999).
| Municipio                 | Habitantes | Código postal | Código INSEE |
| ------------------------- | ---------- | ------------- | ------------ |
| Baurech                   | 695        | 33880         | 33033        |
| Blésignac                 | 249        | 33670         | 33059        |
| Bonnetan                  | 735        | 33370         | 33061        |
| Camarsac                  | 771        | 33750         | 33083        |
| Cambes                    | 1 145      | 33880         | 33084        |
| Camblanes-et-Meynac       | 2 089      | 33360         | 33085        |
| Carignan-de-Bordeaux      | 3 094      | 33360         | 33099        |
| Cénac                     | 1 806      | 33360         | 33118        |
| Créon                     | 2 856      | 33670         | 33140        |
| Croignon                  | 382        | 33750         | 33141        |
| Cursan                    | 437        | 33670         | 33145        |
| Fargues-Saint-Hilaire     | 2 249      | 33370         | 33165        |
| Haux                      | 732        | 33550         | 33201        |
| Latresne                  | 3 195      | 33360         | 33234        |
| Lignan-de-Bordeaux        | 677        | 33360         | 33245        |
| Loupes                    | 442        | 33370         | 33252        |
| Madirac                   | 156        | 33670         | 33263        |
| Pompignac                 | 2 529      | 33370         | 33330        |
| Le Pout                   | 340        | 33670         | 33335        |
| Quinsac                   | 1 764      | 33360         | 33349        |
| Sadirac                   | 3 022      | 33670         | 33363        |
| Saint-Caprais-de-Bordeaux | 2 534      | 33880         | 33381        |
| Saint-Genès-de-Lombaud    | 250        | 33670         | 33408        |
| Saint-Léon                | 242        | 33670         | 33431        |
| Sallebœuf                 | 1 926      | 33370         | 33496        |
| La Sauve                  | 1 213      | 33670         | 33505        |
| Tabanac                   | 973        | 33550         | 33518        |
| Le Tourne                 | 695        | 33550         | 33534        |